# Терещенко, Николай Семёнович
Николай Семёнович Терещенко (1871, Глухов — ?) — российский промышленник, шахматист-любитель (имел I категорию) и шахматный меценат.

## Биография
Происходил из известной купеческой семьи. Отец — С. А. Терещенко, владелец Глуховской суконной фабрики. Дед — А. Я. Терещенко, купец 1-й гильдии.
До конца 1890-х гг. жил в Киеве, потом переехал в Санкт-Петербург. Активно выступал в петербургских соревнованиях. Вершина шахматной карьеры — участие во всероссийском турнире любителей памяти М. И. Чигорина (1909 г.). В этом турнире ему удалось победить серебряного и бронзового призёров Г. А. Ротлеви и Б. Грегори. Также Терещенко играл в международном турнире в Кёльне (1911 г.).
По отзыву П. А. Романовского, стиль игры Терещенко отличался «большой изобретательностью и изяществом».
Относительно даты смерти Терещенко ясности нет. Долгое время считалось, что он умер в 1919 г. в Париже. С. Я. Гродзенский также пишет, что Терещенко умер в 1919 г., но указывает, что он якобы был расстрелян за контрреволюционную деятельность. Однако Я. Н. Длуголенский и В. Г. Зак обнаружили в частном журнале Н. И. Грекова «Шахматы» за 1923 г., указание на то, что в это время Н. С. Терещенко жил в Петрограде. Также они выяснили, что Терещенко продолжал жить в Ленинграде и в 1925 г. (указывается адрес: бульвар Профсоюзов, 15).

## Примечательные партии
|   | a | b | c | d | e | f | g | h |   |
| - | --- | --- | --- | --- | --- | --- | --- | --- | - |
| 8 | a8 чёрная ладья · e8 чёрный король · h8 чёрная ладья · a7 чёрная пешка · b7 чёрная пешка · c7 чёрный ферзь · d7 чёрный конь · e7 чёрный слон · f7 чёрная пешка · g7 чёрная пешка · c6 чёрная пешка · e6 чёрная пешка · h6 чёрная пешка · c4 белая пешка · d4 белая пешка · g4 чёрный конь · h4 белая пешка · d3 белый ферзь · f3 белый конь · g3 белый конь · a2 белая пешка · b2 белая пешка · d2 белый слон · f2 белая пешка · g2 белая пешка · a1 белая ладья · e1 белая ладья · g1 белый король | a8 чёрная ладья · e8 чёрный король · h8 чёрная ладья · a7 чёрная пешка · b7 чёрная пешка · c7 чёрный ферзь · d7 чёрный конь · e7 чёрный слон · f7 чёрная пешка · g7 чёрная пешка · c6 чёрная пешка · e6 чёрная пешка · h6 чёрная пешка · c4 белая пешка · d4 белая пешка · g4 чёрный конь · h4 белая пешка · d3 белый ферзь · f3 белый конь · g3 белый конь · a2 белая пешка · b2 белая пешка · d2 белый слон · f2 белая пешка · g2 белая пешка · a1 белая ладья · e1 белая ладья · g1 белый король | a8 чёрная ладья · e8 чёрный король · h8 чёрная ладья · a7 чёрная пешка · b7 чёрная пешка · c7 чёрный ферзь · d7 чёрный конь · e7 чёрный слон · f7 чёрная пешка · g7 чёрная пешка · c6 чёрная пешка · e6 чёрная пешка · h6 чёрная пешка · c4 белая пешка · d4 белая пешка · g4 чёрный конь · h4 белая пешка · d3 белый ферзь · f3 белый конь · g3 белый конь · a2 белая пешка · b2 белая пешка · d2 белый слон · f2 белая пешка · g2 белая пешка · a1 белая ладья · e1 белая ладья · g1 белый король | a8 чёрная ладья · e8 чёрный король · h8 чёрная ладья · a7 чёрная пешка · b7 чёрная пешка · c7 чёрный ферзь · d7 чёрный конь · e7 чёрный слон · f7 чёрная пешка · g7 чёрная пешка · c6 чёрная пешка · e6 чёрная пешка · h6 чёрная пешка · c4 белая пешка · d4 белая пешка · g4 чёрный конь · h4 белая пешка · d3 белый ферзь · f3 белый конь · g3 белый конь · a2 белая пешка · b2 белая пешка · d2 белый слон · f2 белая пешка · g2 белая пешка · a1 белая ладья · e1 белая ладья · g1 белый король | a8 чёрная ладья · e8 чёрный король · h8 чёрная ладья · a7 чёрная пешка · b7 чёрная пешка · c7 чёрный ферзь · d7 чёрный конь · e7 чёрный слон · f7 чёрная пешка · g7 чёрная пешка · c6 чёрная пешка · e6 чёрная пешка · h6 чёрная пешка · c4 белая пешка · d4 белая пешка · g4 чёрный конь · h4 белая пешка · d3 белый ферзь · f3 белый конь · g3 белый конь · a2 белая пешка · b2 белая пешка · d2 белый слон · f2 белая пешка · g2 белая пешка · a1 белая ладья · e1 белая ладья · g1 белый король | a8 чёрная ладья · e8 чёрный король · h8 чёрная ладья · a7 чёрная пешка · b7 чёрная пешка · c7 чёрный ферзь · d7 чёрный конь · e7 чёрный слон · f7 чёрная пешка · g7 чёрная пешка · c6 чёрная пешка · e6 чёрная пешка · h6 чёрная пешка · c4 белая пешка · d4 белая пешка · g4 чёрный конь · h4 белая пешка · d3 белый ферзь · f3 белый конь · g3 белый конь · a2 белая пешка · b2 белая пешка · d2 белый слон · f2 белая пешка · g2 белая пешка · a1 белая ладья · e1 белая ладья · g1 белый король | a8 чёрная ладья · e8 чёрный король · h8 чёрная ладья · a7 чёрная пешка · b7 чёрная пешка · c7 чёрный ферзь · d7 чёрный конь · e7 чёрный слон · f7 чёрная пешка · g7 чёрная пешка · c6 чёрная пешка · e6 чёрная пешка · h6 чёрная пешка · c4 белая пешка · d4 белая пешка · g4 чёрный конь · h4 белая пешка · d3 белый ферзь · f3 белый конь · g3 белый конь · a2 белая пешка · b2 белая пешка · d2 белый слон · f2 белая пешка · g2 белая пешка · a1 белая ладья · e1 белая ладья · g1 белый король | a8 чёрная ладья · e8 чёрный король · h8 чёрная ладья · a7 чёрная пешка · b7 чёрная пешка · c7 чёрный ферзь · d7 чёрный конь · e7 чёрный слон · f7 чёрная пешка · g7 чёрная пешка · c6 чёрная пешка · e6 чёрная пешка · h6 чёрная пешка · c4 белая пешка · d4 белая пешка · g4 чёрный конь · h4 белая пешка · d3 белый ферзь · f3 белый конь · g3 белый конь · a2 белая пешка · b2 белая пешка · d2 белый слон · f2 белая пешка · g2 белая пешка · a1 белая ладья · e1 белая ладья · g1 белый король | 8 |
| 7 | a8 чёрная ладья · e8 чёрный король · h8 чёрная ладья · a7 чёрная пешка · b7 чёрная пешка · c7 чёрный ферзь · d7 чёрный конь · e7 чёрный слон · f7 чёрная пешка · g7 чёрная пешка · c6 чёрная пешка · e6 чёрная пешка · h6 чёрная пешка · c4 белая пешка · d4 белая пешка · g4 чёрный конь · h4 белая пешка · d3 белый ферзь · f3 белый конь · g3 белый конь · a2 белая пешка · b2 белая пешка · d2 белый слон · f2 белая пешка · g2 белая пешка · a1 белая ладья · e1 белая ладья · g1 белый король | a8 чёрная ладья · e8 чёрный король · h8 чёрная ладья · a7 чёрная пешка · b7 чёрная пешка · c7 чёрный ферзь · d7 чёрный конь · e7 чёрный слон · f7 чёрная пешка · g7 чёрная пешка · c6 чёрная пешка · e6 чёрная пешка · h6 чёрная пешка · c4 белая пешка · d4 белая пешка · g4 чёрный конь · h4 белая пешка · d3 белый ферзь · f3 белый конь · g3 белый конь · a2 белая пешка · b2 белая пешка · d2 белый слон · f2 белая пешка · g2 белая пешка · a1 белая ладья · e1 белая ладья · g1 белый король | a8 чёрная ладья · e8 чёрный король · h8 чёрная ладья · a7 чёрная пешка · b7 чёрная пешка · c7 чёрный ферзь · d7 чёрный конь · e7 чёрный слон · f7 чёрная пешка · g7 чёрная пешка · c6 чёрная пешка · e6 чёрная пешка · h6 чёрная пешка · c4 белая пешка · d4 белая пешка · g4 чёрный конь · h4 белая пешка · d3 белый ферзь · f3 белый конь · g3 белый конь · a2 белая пешка · b2 белая пешка · d2 белый слон · f2 белая пешка · g2 белая пешка · a1 белая ладья · e1 белая ладья · g1 белый король | a8 чёрная ладья · e8 чёрный король · h8 чёрная ладья · a7 чёрная пешка · b7 чёрная пешка · c7 чёрный ферзь · d7 чёрный конь · e7 чёрный слон · f7 чёрная пешка · g7 чёрная пешка · c6 чёрная пешка · e6 чёрная пешка · h6 чёрная пешка · c4 белая пешка · d4 белая пешка · g4 чёрный конь · h4 белая пешка · d3 белый ферзь · f3 белый конь · g3 белый конь · a2 белая пешка · b2 белая пешка · d2 белый слон · f2 белая пешка · g2 белая пешка · a1 белая ладья · e1 белая ладья · g1 белый король | a8 чёрная ладья · e8 чёрный король · h8 чёрная ладья · a7 чёрная пешка · b7 чёрная пешка · c7 чёрный ферзь · d7 чёрный конь · e7 чёрный слон · f7 чёрная пешка · g7 чёрная пешка · c6 чёрная пешка · e6 чёрная пешка · h6 чёрная пешка · c4 белая пешка · d4 белая пешка · g4 чёрный конь · h4 белая пешка · d3 белый ферзь · f3 белый конь · g3 белый конь · a2 белая пешка · b2 белая пешка · d2 белый слон · f2 белая пешка · g2 белая пешка · a1 белая ладья · e1 белая ладья · g1 белый король | a8 чёрная ладья · e8 чёрный король · h8 чёрная ладья · a7 чёрная пешка · b7 чёрная пешка · c7 чёрный ферзь · d7 чёрный конь · e7 чёрный слон · f7 чёрная пешка · g7 чёрная пешка · c6 чёрная пешка · e6 чёрная пешка · h6 чёрная пешка · c4 белая пешка · d4 белая пешка · g4 чёрный конь · h4 белая пешка · d3 белый ферзь · f3 белый конь · g3 белый конь · a2 белая пешка · b2 белая пешка · d2 белый слон · f2 белая пешка · g2 белая пешка · a1 белая ладья · e1 белая ладья · g1 белый король | a8 чёрная ладья · e8 чёрный король · h8 чёрная ладья · a7 чёрная пешка · b7 чёрная пешка · c7 чёрный ферзь · d7 чёрный конь · e7 чёрный слон · f7 чёрная пешка · g7 чёрная пешка · c6 чёрная пешка · e6 чёрная пешка · h6 чёрная пешка · c4 белая пешка · d4 белая пешка · g4 чёрный конь · h4 белая пешка · d3 белый ферзь · f3 белый конь · g3 белый конь · a2 белая пешка · b2 белая пешка · d2 белый слон · f2 белая пешка · g2 белая пешка · a1 белая ладья · e1 белая ладья · g1 белый король | a8 чёрная ладья · e8 чёрный король · h8 чёрная ладья · a7 чёрная пешка · b7 чёрная пешка · c7 чёрный ферзь · d7 чёрный конь · e7 чёрный слон · f7 чёрная пешка · g7 чёрная пешка · c6 чёрная пешка · e6 чёрная пешка · h6 чёрная пешка · c4 белая пешка · d4 белая пешка · g4 чёрный конь · h4 белая пешка · d3 белый ферзь · f3 белый конь · g3 белый конь · a2 белая пешка · b2 белая пешка · d2 белый слон · f2 белая пешка · g2 белая пешка · a1 белая ладья · e1 белая ладья · g1 белый король | 7 |
| 6 | a8 чёрная ладья · e8 чёрный король · h8 чёрная ладья · a7 чёрная пешка · b7 чёрная пешка · c7 чёрный ферзь · d7 чёрный конь · e7 чёрный слон · f7 чёрная пешка · g7 чёрная пешка · c6 чёрная пешка · e6 чёрная пешка · h6 чёрная пешка · c4 белая пешка · d4 белая пешка · g4 чёрный конь · h4 белая пешка · d3 белый ферзь · f3 белый конь · g3 белый конь · a2 белая пешка · b2 белая пешка · d2 белый слон · f2 белая пешка · g2 белая пешка · a1 белая ладья · e1 белая ладья · g1 белый король | a8 чёрная ладья · e8 чёрный король · h8 чёрная ладья · a7 чёрная пешка · b7 чёрная пешка · c7 чёрный ферзь · d7 чёрный конь · e7 чёрный слон · f7 чёрная пешка · g7 чёрная пешка · c6 чёрная пешка · e6 чёрная пешка · h6 чёрная пешка · c4 белая пешка · d4 белая пешка · g4 чёрный конь · h4 белая пешка · d3 белый ферзь · f3 белый конь · g3 белый конь · a2 белая пешка · b2 белая пешка · d2 белый слон · f2 белая пешка · g2 белая пешка · a1 белая ладья · e1 белая ладья · g1 белый король | a8 чёрная ладья · e8 чёрный король · h8 чёрная ладья · a7 чёрная пешка · b7 чёрная пешка · c7 чёрный ферзь · d7 чёрный конь · e7 чёрный слон · f7 чёрная пешка · g7 чёрная пешка · c6 чёрная пешка · e6 чёрная пешка · h6 чёрная пешка · c4 белая пешка · d4 белая пешка · g4 чёрный конь · h4 белая пешка · d3 белый ферзь · f3 белый конь · g3 белый конь · a2 белая пешка · b2 белая пешка · d2 белый слон · f2 белая пешка · g2 белая пешка · a1 белая ладья · e1 белая ладья · g1 белый король | a8 чёрная ладья · e8 чёрный король · h8 чёрная ладья · a7 чёрная пешка · b7 чёрная пешка · c7 чёрный ферзь · d7 чёрный конь · e7 чёрный слон · f7 чёрная пешка · g7 чёрная пешка · c6 чёрная пешка · e6 чёрная пешка · h6 чёрная пешка · c4 белая пешка · d4 белая пешка · g4 чёрный конь · h4 белая пешка · d3 белый ферзь · f3 белый конь · g3 белый конь · a2 белая пешка · b2 белая пешка · d2 белый слон · f2 белая пешка · g2 белая пешка · a1 белая ладья · e1 белая ладья · g1 белый король | a8 чёрная ладья · e8 чёрный король · h8 чёрная ладья · a7 чёрная пешка · b7 чёрная пешка · c7 чёрный ферзь · d7 чёрный конь · e7 чёрный слон · f7 чёрная пешка · g7 чёрная пешка · c6 чёрная пешка · e6 чёрная пешка · h6 чёрная пешка · c4 белая пешка · d4 белая пешка · g4 чёрный конь · h4 белая пешка · d3 белый ферзь · f3 белый конь · g3 белый конь · a2 белая пешка · b2 белая пешка · d2 белый слон · f2 белая пешка · g2 белая пешка · a1 белая ладья · e1 белая ладья · g1 белый король | a8 чёрная ладья · e8 чёрный король · h8 чёрная ладья · a7 чёрная пешка · b7 чёрная пешка · c7 чёрный ферзь · d7 чёрный конь · e7 чёрный слон · f7 чёрная пешка · g7 чёрная пешка · c6 чёрная пешка · e6 чёрная пешка · h6 чёрная пешка · c4 белая пешка · d4 белая пешка · g4 чёрный конь · h4 белая пешка · d3 белый ферзь · f3 белый конь · g3 белый конь · a2 белая пешка · b2 белая пешка · d2 белый слон · f2 белая пешка · g2 белая пешка · a1 белая ладья · e1 белая ладья · g1 белый король | a8 чёрная ладья · e8 чёрный король · h8 чёрная ладья · a7 чёрная пешка · b7 чёрная пешка · c7 чёрный ферзь · d7 чёрный конь · e7 чёрный слон · f7 чёрная пешка · g7 чёрная пешка · c6 чёрная пешка · e6 чёрная пешка · h6 чёрная пешка · c4 белая пешка · d4 белая пешка · g4 чёрный конь · h4 белая пешка · d3 белый ферзь · f3 белый конь · g3 белый конь · a2 белая пешка · b2 белая пешка · d2 белый слон · f2 белая пешка · g2 белая пешка · a1 белая ладья · e1 белая ладья · g1 белый король | a8 чёрная ладья · e8 чёрный король · h8 чёрная ладья · a7 чёрная пешка · b7 чёрная пешка · c7 чёрный ферзь · d7 чёрный конь · e7 чёрный слон · f7 чёрная пешка · g7 чёрная пешка · c6 чёрная пешка · e6 чёрная пешка · h6 чёрная пешка · c4 белая пешка · d4 белая пешка · g4 чёрный конь · h4 белая пешка · d3 белый ферзь · f3 белый конь · g3 белый конь · a2 белая пешка · b2 белая пешка · d2 белый слон · f2 белая пешка · g2 белая пешка · a1 белая ладья · e1 белая ладья · g1 белый король | 6 |
| 5 | a8 чёрная ладья · e8 чёрный король · h8 чёрная ладья · a7 чёрная пешка · b7 чёрная пешка · c7 чёрный ферзь · d7 чёрный конь · e7 чёрный слон · f7 чёрная пешка · g7 чёрная пешка · c6 чёрная пешка · e6 чёрная пешка · h6 чёрная пешка · c4 белая пешка · d4 белая пешка · g4 чёрный конь · h4 белая пешка · d3 белый ферзь · f3 белый конь · g3 белый конь · a2 белая пешка · b2 белая пешка · d2 белый слон · f2 белая пешка · g2 белая пешка · a1 белая ладья · e1 белая ладья · g1 белый король | a8 чёрная ладья · e8 чёрный король · h8 чёрная ладья · a7 чёрная пешка · b7 чёрная пешка · c7 чёрный ферзь · d7 чёрный конь · e7 чёрный слон · f7 чёрная пешка · g7 чёрная пешка · c6 чёрная пешка · e6 чёрная пешка · h6 чёрная пешка · c4 белая пешка · d4 белая пешка · g4 чёрный конь · h4 белая пешка · d3 белый ферзь · f3 белый конь · g3 белый конь · a2 белая пешка · b2 белая пешка · d2 белый слон · f2 белая пешка · g2 белая пешка · a1 белая ладья · e1 белая ладья · g1 белый король | a8 чёрная ладья · e8 чёрный король · h8 чёрная ладья · a7 чёрная пешка · b7 чёрная пешка · c7 чёрный ферзь · d7 чёрный конь · e7 чёрный слон · f7 чёрная пешка · g7 чёрная пешка · c6 чёрная пешка · e6 чёрная пешка · h6 чёрная пешка · c4 белая пешка · d4 белая пешка · g4 чёрный конь · h4 белая пешка · d3 белый ферзь · f3 белый конь · g3 белый конь · a2 белая пешка · b2 белая пешка · d2 белый слон · f2 белая пешка · g2 белая пешка · a1 белая ладья · e1 белая ладья · g1 белый король | a8 чёрная ладья · e8 чёрный король · h8 чёрная ладья · a7 чёрная пешка · b7 чёрная пешка · c7 чёрный ферзь · d7 чёрный конь · e7 чёрный слон · f7 чёрная пешка · g7 чёрная пешка · c6 чёрная пешка · e6 чёрная пешка · h6 чёрная пешка · c4 белая пешка · d4 белая пешка · g4 чёрный конь · h4 белая пешка · d3 белый ферзь · f3 белый конь · g3 белый конь · a2 белая пешка · b2 белая пешка · d2 белый слон · f2 белая пешка · g2 белая пешка · a1 белая ладья · e1 белая ладья · g1 белый король | a8 чёрная ладья · e8 чёрный король · h8 чёрная ладья · a7 чёрная пешка · b7 чёрная пешка · c7 чёрный ферзь · d7 чёрный конь · e7 чёрный слон · f7 чёрная пешка · g7 чёрная пешка · c6 чёрная пешка · e6 чёрная пешка · h6 чёрная пешка · c4 белая пешка · d4 белая пешка · g4 чёрный конь · h4 белая пешка · d3 белый ферзь · f3 белый конь · g3 белый конь · a2 белая пешка · b2 белая пешка · d2 белый слон · f2 белая пешка · g2 белая пешка · a1 белая ладья · e1 белая ладья · g1 белый король | a8 чёрная ладья · e8 чёрный король · h8 чёрная ладья · a7 чёрная пешка · b7 чёрная пешка · c7 чёрный ферзь · d7 чёрный конь · e7 чёрный слон · f7 чёрная пешка · g7 чёрная пешка · c6 чёрная пешка · e6 чёрная пешка · h6 чёрная пешка · c4 белая пешка · d4 белая пешка · g4 чёрный конь · h4 белая пешка · d3 белый ферзь · f3 белый конь · g3 белый конь · a2 белая пешка · b2 белая пешка · d2 белый слон · f2 белая пешка · g2 белая пешка · a1 белая ладья · e1 белая ладья · g1 белый король | a8 чёрная ладья · e8 чёрный король · h8 чёрная ладья · a7 чёрная пешка · b7 чёрная пешка · c7 чёрный ферзь · d7 чёрный конь · e7 чёрный слон · f7 чёрная пешка · g7 чёрная пешка · c6 чёрная пешка · e6 чёрная пешка · h6 чёрная пешка · c4 белая пешка · d4 белая пешка · g4 чёрный конь · h4 белая пешка · d3 белый ферзь · f3 белый конь · g3 белый конь · a2 белая пешка · b2 белая пешка · d2 белый слон · f2 белая пешка · g2 белая пешка · a1 белая ладья · e1 белая ладья · g1 белый король | a8 чёрная ладья · e8 чёрный король · h8 чёрная ладья · a7 чёрная пешка · b7 чёрная пешка · c7 чёрный ферзь · d7 чёрный конь · e7 чёрный слон · f7 чёрная пешка · g7 чёрная пешка · c6 чёрная пешка · e6 чёрная пешка · h6 чёрная пешка · c4 белая пешка · d4 белая пешка · g4 чёрный конь · h4 белая пешка · d3 белый ферзь · f3 белый конь · g3 белый конь · a2 белая пешка · b2 белая пешка · d2 белый слон · f2 белая пешка · g2 белая пешка · a1 белая ладья · e1 белая ладья · g1 белый король | 5 |
| 4 | a8 чёрная ладья · e8 чёрный король · h8 чёрная ладья · a7 чёрная пешка · b7 чёрная пешка · c7 чёрный ферзь · d7 чёрный конь · e7 чёрный слон · f7 чёрная пешка · g7 чёрная пешка · c6 чёрная пешка · e6 чёрная пешка · h6 чёрная пешка · c4 белая пешка · d4 белая пешка · g4 чёрный конь · h4 белая пешка · d3 белый ферзь · f3 белый конь · g3 белый конь · a2 белая пешка · b2 белая пешка · d2 белый слон · f2 белая пешка · g2 белая пешка · a1 белая ладья · e1 белая ладья · g1 белый король | a8 чёрная ладья · e8 чёрный король · h8 чёрная ладья · a7 чёрная пешка · b7 чёрная пешка · c7 чёрный ферзь · d7 чёрный конь · e7 чёрный слон · f7 чёрная пешка · g7 чёрная пешка · c6 чёрная пешка · e6 чёрная пешка · h6 чёрная пешка · c4 белая пешка · d4 белая пешка · g4 чёрный конь · h4 белая пешка · d3 белый ферзь · f3 белый конь · g3 белый конь · a2 белая пешка · b2 белая пешка · d2 белый слон · f2 белая пешка · g2 белая пешка · a1 белая ладья · e1 белая ладья · g1 белый король | a8 чёрная ладья · e8 чёрный король · h8 чёрная ладья · a7 чёрная пешка · b7 чёрная пешка · c7 чёрный ферзь · d7 чёрный конь · e7 чёрный слон · f7 чёрная пешка · g7 чёрная пешка · c6 чёрная пешка · e6 чёрная пешка · h6 чёрная пешка · c4 белая пешка · d4 белая пешка · g4 чёрный конь · h4 белая пешка · d3 белый ферзь · f3 белый конь · g3 белый конь · a2 белая пешка · b2 белая пешка · d2 белый слон · f2 белая пешка · g2 белая пешка · a1 белая ладья · e1 белая ладья · g1 белый король | a8 чёрная ладья · e8 чёрный король · h8 чёрная ладья · a7 чёрная пешка · b7 чёрная пешка · c7 чёрный ферзь · d7 чёрный конь · e7 чёрный слон · f7 чёрная пешка · g7 чёрная пешка · c6 чёрная пешка · e6 чёрная пешка · h6 чёрная пешка · c4 белая пешка · d4 белая пешка · g4 чёрный конь · h4 белая пешка · d3 белый ферзь · f3 белый конь · g3 белый конь · a2 белая пешка · b2 белая пешка · d2 белый слон · f2 белая пешка · g2 белая пешка · a1 белая ладья · e1 белая ладья · g1 белый король | a8 чёрная ладья · e8 чёрный король · h8 чёрная ладья · a7 чёрная пешка · b7 чёрная пешка · c7 чёрный ферзь · d7 чёрный конь · e7 чёрный слон · f7 чёрная пешка · g7 чёрная пешка · c6 чёрная пешка · e6 чёрная пешка · h6 чёрная пешка · c4 белая пешка · d4 белая пешка · g4 чёрный конь · h4 белая пешка · d3 белый ферзь · f3 белый конь · g3 белый конь · a2 белая пешка · b2 белая пешка · d2 белый слон · f2 белая пешка · g2 белая пешка · a1 белая ладья · e1 белая ладья · g1 белый король | a8 чёрная ладья · e8 чёрный король · h8 чёрная ладья · a7 чёрная пешка · b7 чёрная пешка · c7 чёрный ферзь · d7 чёрный конь · e7 чёрный слон · f7 чёрная пешка · g7 чёрная пешка · c6 чёрная пешка · e6 чёрная пешка · h6 чёрная пешка · c4 белая пешка · d4 белая пешка · g4 чёрный конь · h4 белая пешка · d3 белый ферзь · f3 белый конь · g3 белый конь · a2 белая пешка · b2 белая пешка · d2 белый слон · f2 белая пешка · g2 белая пешка · a1 белая ладья · e1 белая ладья · g1 белый король | a8 чёрная ладья · e8 чёрный король · h8 чёрная ладья · a7 чёрная пешка · b7 чёрная пешка · c7 чёрный ферзь · d7 чёрный конь · e7 чёрный слон · f7 чёрная пешка · g7 чёрная пешка · c6 чёрная пешка · e6 чёрная пешка · h6 чёрная пешка · c4 белая пешка · d4 белая пешка · g4 чёрный конь · h4 белая пешка · d3 белый ферзь · f3 белый конь · g3 белый конь · a2 белая пешка · b2 белая пешка · d2 белый слон · f2 белая пешка · g2 белая пешка · a1 белая ладья · e1 белая ладья · g1 белый король | a8 чёрная ладья · e8 чёрный король · h8 чёрная ладья · a7 чёрная пешка · b7 чёрная пешка · c7 чёрный ферзь · d7 чёрный конь · e7 чёрный слон · f7 чёрная пешка · g7 чёрная пешка · c6 чёрная пешка · e6 чёрная пешка · h6 чёрная пешка · c4 белая пешка · d4 белая пешка · g4 чёрный конь · h4 белая пешка · d3 белый ферзь · f3 белый конь · g3 белый конь · a2 белая пешка · b2 белая пешка · d2 белый слон · f2 белая пешка · g2 белая пешка · a1 белая ладья · e1 белая ладья · g1 белый король | 4 |
| 3 | a8 чёрная ладья · e8 чёрный король · h8 чёрная ладья · a7 чёрная пешка · b7 чёрная пешка · c7 чёрный ферзь · d7 чёрный конь · e7 чёрный слон · f7 чёрная пешка · g7 чёрная пешка · c6 чёрная пешка · e6 чёрная пешка · h6 чёрная пешка · c4 белая пешка · d4 белая пешка · g4 чёрный конь · h4 белая пешка · d3 белый ферзь · f3 белый конь · g3 белый конь · a2 белая пешка · b2 белая пешка · d2 белый слон · f2 белая пешка · g2 белая пешка · a1 белая ладья · e1 белая ладья · g1 белый король | a8 чёрная ладья · e8 чёрный король · h8 чёрная ладья · a7 чёрная пешка · b7 чёрная пешка · c7 чёрный ферзь · d7 чёрный конь · e7 чёрный слон · f7 чёрная пешка · g7 чёрная пешка · c6 чёрная пешка · e6 чёрная пешка · h6 чёрная пешка · c4 белая пешка · d4 белая пешка · g4 чёрный конь · h4 белая пешка · d3 белый ферзь · f3 белый конь · g3 белый конь · a2 белая пешка · b2 белая пешка · d2 белый слон · f2 белая пешка · g2 белая пешка · a1 белая ладья · e1 белая ладья · g1 белый король | a8 чёрная ладья · e8 чёрный король · h8 чёрная ладья · a7 чёрная пешка · b7 чёрная пешка · c7 чёрный ферзь · d7 чёрный конь · e7 чёрный слон · f7 чёрная пешка · g7 чёрная пешка · c6 чёрная пешка · e6 чёрная пешка · h6 чёрная пешка · c4 белая пешка · d4 белая пешка · g4 чёрный конь · h4 белая пешка · d3 белый ферзь · f3 белый конь · g3 белый конь · a2 белая пешка · b2 белая пешка · d2 белый слон · f2 белая пешка · g2 белая пешка · a1 белая ладья · e1 белая ладья · g1 белый король | a8 чёрная ладья · e8 чёрный король · h8 чёрная ладья · a7 чёрная пешка · b7 чёрная пешка · c7 чёрный ферзь · d7 чёрный конь · e7 чёрный слон · f7 чёрная пешка · g7 чёрная пешка · c6 чёрная пешка · e6 чёрная пешка · h6 чёрная пешка · c4 белая пешка · d4 белая пешка · g4 чёрный конь · h4 белая пешка · d3 белый ферзь · f3 белый конь · g3 белый конь · a2 белая пешка · b2 белая пешка · d2 белый слон · f2 белая пешка · g2 белая пешка · a1 белая ладья · e1 белая ладья · g1 белый король | a8 чёрная ладья · e8 чёрный король · h8 чёрная ладья · a7 чёрная пешка · b7 чёрная пешка · c7 чёрный ферзь · d7 чёрный конь · e7 чёрный слон · f7 чёрная пешка · g7 чёрная пешка · c6 чёрная пешка · e6 чёрная пешка · h6 чёрная пешка · c4 белая пешка · d4 белая пешка · g4 чёрный конь · h4 белая пешка · d3 белый ферзь · f3 белый конь · g3 белый конь · a2 белая пешка · b2 белая пешка · d2 белый слон · f2 белая пешка · g2 белая пешка · a1 белая ладья · e1 белая ладья · g1 белый король | a8 чёрная ладья · e8 чёрный король · h8 чёрная ладья · a7 чёрная пешка · b7 чёрная пешка · c7 чёрный ферзь · d7 чёрный конь · e7 чёрный слон · f7 чёрная пешка · g7 чёрная пешка · c6 чёрная пешка · e6 чёрная пешка · h6 чёрная пешка · c4 белая пешка · d4 белая пешка · g4 чёрный конь · h4 белая пешка · d3 белый ферзь · f3 белый конь · g3 белый конь · a2 белая пешка · b2 белая пешка · d2 белый слон · f2 белая пешка · g2 белая пешка · a1 белая ладья · e1 белая ладья · g1 белый король | a8 чёрная ладья · e8 чёрный король · h8 чёрная ладья · a7 чёрная пешка · b7 чёрная пешка · c7 чёрный ферзь · d7 чёрный конь · e7 чёрный слон · f7 чёрная пешка · g7 чёрная пешка · c6 чёрная пешка · e6 чёрная пешка · h6 чёрная пешка · c4 белая пешка · d4 белая пешка · g4 чёрный конь · h4 белая пешка · d3 белый ферзь · f3 белый конь · g3 белый конь · a2 белая пешка · b2 белая пешка · d2 белый слон · f2 белая пешка · g2 белая пешка · a1 белая ладья · e1 белая ладья · g1 белый король | a8 чёрная ладья · e8 чёрный король · h8 чёрная ладья · a7 чёрная пешка · b7 чёрная пешка · c7 чёрный ферзь · d7 чёрный конь · e7 чёрный слон · f7 чёрная пешка · g7 чёрная пешка · c6 чёрная пешка · e6 чёрная пешка · h6 чёрная пешка · c4 белая пешка · d4 белая пешка · g4 чёрный конь · h4 белая пешка · d3 белый ферзь · f3 белый конь · g3 белый конь · a2 белая пешка · b2 белая пешка · d2 белый слон · f2 белая пешка · g2 белая пешка · a1 белая ладья · e1 белая ладья · g1 белый король | 3 |
| 2 | a8 чёрная ладья · e8 чёрный король · h8 чёрная ладья · a7 чёрная пешка · b7 чёрная пешка · c7 чёрный ферзь · d7 чёрный конь · e7 чёрный слон · f7 чёрная пешка · g7 чёрная пешка · c6 чёрная пешка · e6 чёрная пешка · h6 чёрная пешка · c4 белая пешка · d4 белая пешка · g4 чёрный конь · h4 белая пешка · d3 белый ферзь · f3 белый конь · g3 белый конь · a2 белая пешка · b2 белая пешка · d2 белый слон · f2 белая пешка · g2 белая пешка · a1 белая ладья · e1 белая ладья · g1 белый король | a8 чёрная ладья · e8 чёрный король · h8 чёрная ладья · a7 чёрная пешка · b7 чёрная пешка · c7 чёрный ферзь · d7 чёрный конь · e7 чёрный слон · f7 чёрная пешка · g7 чёрная пешка · c6 чёрная пешка · e6 чёрная пешка · h6 чёрная пешка · c4 белая пешка · d4 белая пешка · g4 чёрный конь · h4 белая пешка · d3 белый ферзь · f3 белый конь · g3 белый конь · a2 белая пешка · b2 белая пешка · d2 белый слон · f2 белая пешка · g2 белая пешка · a1 белая ладья · e1 белая ладья · g1 белый король | a8 чёрная ладья · e8 чёрный король · h8 чёрная ладья · a7 чёрная пешка · b7 чёрная пешка · c7 чёрный ферзь · d7 чёрный конь · e7 чёрный слон · f7 чёрная пешка · g7 чёрная пешка · c6 чёрная пешка · e6 чёрная пешка · h6 чёрная пешка · c4 белая пешка · d4 белая пешка · g4 чёрный конь · h4 белая пешка · d3 белый ферзь · f3 белый конь · g3 белый конь · a2 белая пешка · b2 белая пешка · d2 белый слон · f2 белая пешка · g2 белая пешка · a1 белая ладья · e1 белая ладья · g1 белый король | a8 чёрная ладья · e8 чёрный король · h8 чёрная ладья · a7 чёрная пешка · b7 чёрная пешка · c7 чёрный ферзь · d7 чёрный конь · e7 чёрный слон · f7 чёрная пешка · g7 чёрная пешка · c6 чёрная пешка · e6 чёрная пешка · h6 чёрная пешка · c4 белая пешка · d4 белая пешка · g4 чёрный конь · h4 белая пешка · d3 белый ферзь · f3 белый конь · g3 белый конь · a2 белая пешка · b2 белая пешка · d2 белый слон · f2 белая пешка · g2 белая пешка · a1 белая ладья · e1 белая ладья · g1 белый король | a8 чёрная ладья · e8 чёрный король · h8 чёрная ладья · a7 чёрная пешка · b7 чёрная пешка · c7 чёрный ферзь · d7 чёрный конь · e7 чёрный слон · f7 чёрная пешка · g7 чёрная пешка · c6 чёрная пешка · e6 чёрная пешка · h6 чёрная пешка · c4 белая пешка · d4 белая пешка · g4 чёрный конь · h4 белая пешка · d3 белый ферзь · f3 белый конь · g3 белый конь · a2 белая пешка · b2 белая пешка · d2 белый слон · f2 белая пешка · g2 белая пешка · a1 белая ладья · e1 белая ладья · g1 белый король | a8 чёрная ладья · e8 чёрный король · h8 чёрная ладья · a7 чёрная пешка · b7 чёрная пешка · c7 чёрный ферзь · d7 чёрный конь · e7 чёрный слон · f7 чёрная пешка · g7 чёрная пешка · c6 чёрная пешка · e6 чёрная пешка · h6 чёрная пешка · c4 белая пешка · d4 белая пешка · g4 чёрный конь · h4 белая пешка · d3 белый ферзь · f3 белый конь · g3 белый конь · a2 белая пешка · b2 белая пешка · d2 белый слон · f2 белая пешка · g2 белая пешка · a1 белая ладья · e1 белая ладья · g1 белый король | a8 чёрная ладья · e8 чёрный король · h8 чёрная ладья · a7 чёрная пешка · b7 чёрная пешка · c7 чёрный ферзь · d7 чёрный конь · e7 чёрный слон · f7 чёрная пешка · g7 чёрная пешка · c6 чёрная пешка · e6 чёрная пешка · h6 чёрная пешка · c4 белая пешка · d4 белая пешка · g4 чёрный конь · h4 белая пешка · d3 белый ферзь · f3 белый конь · g3 белый конь · a2 белая пешка · b2 белая пешка · d2 белый слон · f2 белая пешка · g2 белая пешка · a1 белая ладья · e1 белая ладья · g1 белый король | a8 чёрная ладья · e8 чёрный король · h8 чёрная ладья · a7 чёрная пешка · b7 чёрная пешка · c7 чёрный ферзь · d7 чёрный конь · e7 чёрный слон · f7 чёрная пешка · g7 чёрная пешка · c6 чёрная пешка · e6 чёрная пешка · h6 чёрная пешка · c4 белая пешка · d4 белая пешка · g4 чёрный конь · h4 белая пешка · d3 белый ферзь · f3 белый конь · g3 белый конь · a2 белая пешка · b2 белая пешка · d2 белый слон · f2 белая пешка · g2 белая пешка · a1 белая ладья · e1 белая ладья · g1 белый король | 2 |
| 1 | a8 чёрная ладья · e8 чёрный король · h8 чёрная ладья · a7 чёрная пешка · b7 чёрная пешка · c7 чёрный ферзь · d7 чёрный конь · e7 чёрный слон · f7 чёрная пешка · g7 чёрная пешка · c6 чёрная пешка · e6 чёрная пешка · h6 чёрная пешка · c4 белая пешка · d4 белая пешка · g4 чёрный конь · h4 белая пешка · d3 белый ферзь · f3 белый конь · g3 белый конь · a2 белая пешка · b2 белая пешка · d2 белый слон · f2 белая пешка · g2 белая пешка · a1 белая ладья · e1 белая ладья · g1 белый король | a8 чёрная ладья · e8 чёрный король · h8 чёрная ладья · a7 чёрная пешка · b7 чёрная пешка · c7 чёрный ферзь · d7 чёрный конь · e7 чёрный слон · f7 чёрная пешка · g7 чёрная пешка · c6 чёрная пешка · e6 чёрная пешка · h6 чёрная пешка · c4 белая пешка · d4 белая пешка · g4 чёрный конь · h4 белая пешка · d3 белый ферзь · f3 белый конь · g3 белый конь · a2 белая пешка · b2 белая пешка · d2 белый слон · f2 белая пешка · g2 белая пешка · a1 белая ладья · e1 белая ладья · g1 белый король | a8 чёрная ладья · e8 чёрный король · h8 чёрная ладья · a7 чёрная пешка · b7 чёрная пешка · c7 чёрный ферзь · d7 чёрный конь · e7 чёрный слон · f7 чёрная пешка · g7 чёрная пешка · c6 чёрная пешка · e6 чёрная пешка · h6 чёрная пешка · c4 белая пешка · d4 белая пешка · g4 чёрный конь · h4 белая пешка · d3 белый ферзь · f3 белый конь · g3 белый конь · a2 белая пешка · b2 белая пешка · d2 белый слон · f2 белая пешка · g2 белая пешка · a1 белая ладья · e1 белая ладья · g1 белый король | a8 чёрная ладья · e8 чёрный король · h8 чёрная ладья · a7 чёрная пешка · b7 чёрная пешка · c7 чёрный ферзь · d7 чёрный конь · e7 чёрный слон · f7 чёрная пешка · g7 чёрная пешка · c6 чёрная пешка · e6 чёрная пешка · h6 чёрная пешка · c4 белая пешка · d4 белая пешка · g4 чёрный конь · h4 белая пешка · d3 белый ферзь · f3 белый конь · g3 белый конь · a2 белая пешка · b2 белая пешка · d2 белый слон · f2 белая пешка · g2 белая пешка · a1 белая ладья · e1 белая ладья · g1 белый король | a8 чёрная ладья · e8 чёрный король · h8 чёрная ладья · a7 чёрная пешка · b7 чёрная пешка · c7 чёрный ферзь · d7 чёрный конь · e7 чёрный слон · f7 чёрная пешка · g7 чёрная пешка · c6 чёрная пешка · e6 чёрная пешка · h6 чёрная пешка · c4 белая пешка · d4 белая пешка · g4 чёрный конь · h4 белая пешка · d3 белый ферзь · f3 белый конь · g3 белый конь · a2 белая пешка · b2 белая пешка · d2 белый слон · f2 белая пешка · g2 белая пешка · a1 белая ладья · e1 белая ладья · g1 белый король | a8 чёрная ладья · e8 чёрный король · h8 чёрная ладья · a7 чёрная пешка · b7 чёрная пешка · c7 чёрный ферзь · d7 чёрный конь · e7 чёрный слон · f7 чёрная пешка · g7 чёрная пешка · c6 чёрная пешка · e6 чёрная пешка · h6 чёрная пешка · c4 белая пешка · d4 белая пешка · g4 чёрный конь · h4 белая пешка · d3 белый ферзь · f3 белый конь · g3 белый конь · a2 белая пешка · b2 белая пешка · d2 белый слон · f2 белая пешка · g2 белая пешка · a1 белая ладья · e1 белая ладья · g1 белый король | a8 чёрная ладья · e8 чёрный король · h8 чёрная ладья · a7 чёрная пешка · b7 чёрная пешка · c7 чёрный ферзь · d7 чёрный конь · e7 чёрный слон · f7 чёрная пешка · g7 чёрная пешка · c6 чёрная пешка · e6 чёрная пешка · h6 чёрная пешка · c4 белая пешка · d4 белая пешка · g4 чёрный конь · h4 белая пешка · d3 белый ферзь · f3 белый конь · g3 белый конь · a2 белая пешка · b2 белая пешка · d2 белый слон · f2 белая пешка · g2 белая пешка · a1 белая ладья · e1 белая ладья · g1 белый король | a8 чёрная ладья · e8 чёрный король · h8 чёрная ладья · a7 чёрная пешка · b7 чёрная пешка · c7 чёрный ферзь · d7 чёрный конь · e7 чёрный слон · f7 чёрная пешка · g7 чёрная пешка · c6 чёрная пешка · e6 чёрная пешка · h6 чёрная пешка · c4 белая пешка · d4 белая пешка · g4 чёрный конь · h4 белая пешка · d3 белый ферзь · f3 белый конь · g3 белый конь · a2 белая пешка · b2 белая пешка · d2 белый слон · f2 белая пешка · g2 белая пешка · a1 белая ладья · e1 белая ладья · g1 белый король | 1 |
|   | a | b | c | d | e | f | g | h |   |

|   | a | b | c | d | e | f | g | h |   |
| - | --- | --- | --- | --- | --- | --- | --- | --- | - |
| 8 | a8 чёрная ладья · d8 чёрный ферзь · e8 чёрный король · h8 чёрная ладья · a7 чёрная пешка · b7 чёрная пешка · c7 чёрная пешка · f7 чёрная пешка · g7 чёрная пешка · c6 чёрный конь · e6 чёрный слон · f6 чёрный слон · h6 чёрная пешка · d5 чёрная пешка · c4 белый слон · h4 белый ферзь · c3 белый конь · f3 белый конь · a2 белая пешка · b2 белая пешка · c2 белая пешка · f2 белая пешка · g2 белая пешка · h2 белая пешка · c1 белый король · d1 белая ладья · e1 белая ладья | a8 чёрная ладья · d8 чёрный ферзь · e8 чёрный король · h8 чёрная ладья · a7 чёрная пешка · b7 чёрная пешка · c7 чёрная пешка · f7 чёрная пешка · g7 чёрная пешка · c6 чёрный конь · e6 чёрный слон · f6 чёрный слон · h6 чёрная пешка · d5 чёрная пешка · c4 белый слон · h4 белый ферзь · c3 белый конь · f3 белый конь · a2 белая пешка · b2 белая пешка · c2 белая пешка · f2 белая пешка · g2 белая пешка · h2 белая пешка · c1 белый король · d1 белая ладья · e1 белая ладья | a8 чёрная ладья · d8 чёрный ферзь · e8 чёрный король · h8 чёрная ладья · a7 чёрная пешка · b7 чёрная пешка · c7 чёрная пешка · f7 чёрная пешка · g7 чёрная пешка · c6 чёрный конь · e6 чёрный слон · f6 чёрный слон · h6 чёрная пешка · d5 чёрная пешка · c4 белый слон · h4 белый ферзь · c3 белый конь · f3 белый конь · a2 белая пешка · b2 белая пешка · c2 белая пешка · f2 белая пешка · g2 белая пешка · h2 белая пешка · c1 белый король · d1 белая ладья · e1 белая ладья | a8 чёрная ладья · d8 чёрный ферзь · e8 чёрный король · h8 чёрная ладья · a7 чёрная пешка · b7 чёрная пешка · c7 чёрная пешка · f7 чёрная пешка · g7 чёрная пешка · c6 чёрный конь · e6 чёрный слон · f6 чёрный слон · h6 чёрная пешка · d5 чёрная пешка · c4 белый слон · h4 белый ферзь · c3 белый конь · f3 белый конь · a2 белая пешка · b2 белая пешка · c2 белая пешка · f2 белая пешка · g2 белая пешка · h2 белая пешка · c1 белый король · d1 белая ладья · e1 белая ладья | a8 чёрная ладья · d8 чёрный ферзь · e8 чёрный король · h8 чёрная ладья · a7 чёрная пешка · b7 чёрная пешка · c7 чёрная пешка · f7 чёрная пешка · g7 чёрная пешка · c6 чёрный конь · e6 чёрный слон · f6 чёрный слон · h6 чёрная пешка · d5 чёрная пешка · c4 белый слон · h4 белый ферзь · c3 белый конь · f3 белый конь · a2 белая пешка · b2 белая пешка · c2 белая пешка · f2 белая пешка · g2 белая пешка · h2 белая пешка · c1 белый король · d1 белая ладья · e1 белая ладья | a8 чёрная ладья · d8 чёрный ферзь · e8 чёрный король · h8 чёрная ладья · a7 чёрная пешка · b7 чёрная пешка · c7 чёрная пешка · f7 чёрная пешка · g7 чёрная пешка · c6 чёрный конь · e6 чёрный слон · f6 чёрный слон · h6 чёрная пешка · d5 чёрная пешка · c4 белый слон · h4 белый ферзь · c3 белый конь · f3 белый конь · a2 белая пешка · b2 белая пешка · c2 белая пешка · f2 белая пешка · g2 белая пешка · h2 белая пешка · c1 белый король · d1 белая ладья · e1 белая ладья | a8 чёрная ладья · d8 чёрный ферзь · e8 чёрный король · h8 чёрная ладья · a7 чёрная пешка · b7 чёрная пешка · c7 чёрная пешка · f7 чёрная пешка · g7 чёрная пешка · c6 чёрный конь · e6 чёрный слон · f6 чёрный слон · h6 чёрная пешка · d5 чёрная пешка · c4 белый слон · h4 белый ферзь · c3 белый конь · f3 белый конь · a2 белая пешка · b2 белая пешка · c2 белая пешка · f2 белая пешка · g2 белая пешка · h2 белая пешка · c1 белый король · d1 белая ладья · e1 белая ладья | a8 чёрная ладья · d8 чёрный ферзь · e8 чёрный король · h8 чёрная ладья · a7 чёрная пешка · b7 чёрная пешка · c7 чёрная пешка · f7 чёрная пешка · g7 чёрная пешка · c6 чёрный конь · e6 чёрный слон · f6 чёрный слон · h6 чёрная пешка · d5 чёрная пешка · c4 белый слон · h4 белый ферзь · c3 белый конь · f3 белый конь · a2 белая пешка · b2 белая пешка · c2 белая пешка · f2 белая пешка · g2 белая пешка · h2 белая пешка · c1 белый король · d1 белая ладья · e1 белая ладья | 8 |
| 7 | a8 чёрная ладья · d8 чёрный ферзь · e8 чёрный король · h8 чёрная ладья · a7 чёрная пешка · b7 чёрная пешка · c7 чёрная пешка · f7 чёрная пешка · g7 чёрная пешка · c6 чёрный конь · e6 чёрный слон · f6 чёрный слон · h6 чёрная пешка · d5 чёрная пешка · c4 белый слон · h4 белый ферзь · c3 белый конь · f3 белый конь · a2 белая пешка · b2 белая пешка · c2 белая пешка · f2 белая пешка · g2 белая пешка · h2 белая пешка · c1 белый король · d1 белая ладья · e1 белая ладья | a8 чёрная ладья · d8 чёрный ферзь · e8 чёрный король · h8 чёрная ладья · a7 чёрная пешка · b7 чёрная пешка · c7 чёрная пешка · f7 чёрная пешка · g7 чёрная пешка · c6 чёрный конь · e6 чёрный слон · f6 чёрный слон · h6 чёрная пешка · d5 чёрная пешка · c4 белый слон · h4 белый ферзь · c3 белый конь · f3 белый конь · a2 белая пешка · b2 белая пешка · c2 белая пешка · f2 белая пешка · g2 белая пешка · h2 белая пешка · c1 белый король · d1 белая ладья · e1 белая ладья | a8 чёрная ладья · d8 чёрный ферзь · e8 чёрный король · h8 чёрная ладья · a7 чёрная пешка · b7 чёрная пешка · c7 чёрная пешка · f7 чёрная пешка · g7 чёрная пешка · c6 чёрный конь · e6 чёрный слон · f6 чёрный слон · h6 чёрная пешка · d5 чёрная пешка · c4 белый слон · h4 белый ферзь · c3 белый конь · f3 белый конь · a2 белая пешка · b2 белая пешка · c2 белая пешка · f2 белая пешка · g2 белая пешка · h2 белая пешка · c1 белый король · d1 белая ладья · e1 белая ладья | a8 чёрная ладья · d8 чёрный ферзь · e8 чёрный король · h8 чёрная ладья · a7 чёрная пешка · b7 чёрная пешка · c7 чёрная пешка · f7 чёрная пешка · g7 чёрная пешка · c6 чёрный конь · e6 чёрный слон · f6 чёрный слон · h6 чёрная пешка · d5 чёрная пешка · c4 белый слон · h4 белый ферзь · c3 белый конь · f3 белый конь · a2 белая пешка · b2 белая пешка · c2 белая пешка · f2 белая пешка · g2 белая пешка · h2 белая пешка · c1 белый король · d1 белая ладья · e1 белая ладья | a8 чёрная ладья · d8 чёрный ферзь · e8 чёрный король · h8 чёрная ладья · a7 чёрная пешка · b7 чёрная пешка · c7 чёрная пешка · f7 чёрная пешка · g7 чёрная пешка · c6 чёрный конь · e6 чёрный слон · f6 чёрный слон · h6 чёрная пешка · d5 чёрная пешка · c4 белый слон · h4 белый ферзь · c3 белый конь · f3 белый конь · a2 белая пешка · b2 белая пешка · c2 белая пешка · f2 белая пешка · g2 белая пешка · h2 белая пешка · c1 белый король · d1 белая ладья · e1 белая ладья | a8 чёрная ладья · d8 чёрный ферзь · e8 чёрный король · h8 чёрная ладья · a7 чёрная пешка · b7 чёрная пешка · c7 чёрная пешка · f7 чёрная пешка · g7 чёрная пешка · c6 чёрный конь · e6 чёрный слон · f6 чёрный слон · h6 чёрная пешка · d5 чёрная пешка · c4 белый слон · h4 белый ферзь · c3 белый конь · f3 белый конь · a2 белая пешка · b2 белая пешка · c2 белая пешка · f2 белая пешка · g2 белая пешка · h2 белая пешка · c1 белый король · d1 белая ладья · e1 белая ладья | a8 чёрная ладья · d8 чёрный ферзь · e8 чёрный король · h8 чёрная ладья · a7 чёрная пешка · b7 чёрная пешка · c7 чёрная пешка · f7 чёрная пешка · g7 чёрная пешка · c6 чёрный конь · e6 чёрный слон · f6 чёрный слон · h6 чёрная пешка · d5 чёрная пешка · c4 белый слон · h4 белый ферзь · c3 белый конь · f3 белый конь · a2 белая пешка · b2 белая пешка · c2 белая пешка · f2 белая пешка · g2 белая пешка · h2 белая пешка · c1 белый король · d1 белая ладья · e1 белая ладья | a8 чёрная ладья · d8 чёрный ферзь · e8 чёрный король · h8 чёрная ладья · a7 чёрная пешка · b7 чёрная пешка · c7 чёрная пешка · f7 чёрная пешка · g7 чёрная пешка · c6 чёрный конь · e6 чёрный слон · f6 чёрный слон · h6 чёрная пешка · d5 чёрная пешка · c4 белый слон · h4 белый ферзь · c3 белый конь · f3 белый конь · a2 белая пешка · b2 белая пешка · c2 белая пешка · f2 белая пешка · g2 белая пешка · h2 белая пешка · c1 белый король · d1 белая ладья · e1 белая ладья | 7 |
| 6 | a8 чёрная ладья · d8 чёрный ферзь · e8 чёрный король · h8 чёрная ладья · a7 чёрная пешка · b7 чёрная пешка · c7 чёрная пешка · f7 чёрная пешка · g7 чёрная пешка · c6 чёрный конь · e6 чёрный слон · f6 чёрный слон · h6 чёрная пешка · d5 чёрная пешка · c4 белый слон · h4 белый ферзь · c3 белый конь · f3 белый конь · a2 белая пешка · b2 белая пешка · c2 белая пешка · f2 белая пешка · g2 белая пешка · h2 белая пешка · c1 белый король · d1 белая ладья · e1 белая ладья | a8 чёрная ладья · d8 чёрный ферзь · e8 чёрный король · h8 чёрная ладья · a7 чёрная пешка · b7 чёрная пешка · c7 чёрная пешка · f7 чёрная пешка · g7 чёрная пешка · c6 чёрный конь · e6 чёрный слон · f6 чёрный слон · h6 чёрная пешка · d5 чёрная пешка · c4 белый слон · h4 белый ферзь · c3 белый конь · f3 белый конь · a2 белая пешка · b2 белая пешка · c2 белая пешка · f2 белая пешка · g2 белая пешка · h2 белая пешка · c1 белый король · d1 белая ладья · e1 белая ладья | a8 чёрная ладья · d8 чёрный ферзь · e8 чёрный король · h8 чёрная ладья · a7 чёрная пешка · b7 чёрная пешка · c7 чёрная пешка · f7 чёрная пешка · g7 чёрная пешка · c6 чёрный конь · e6 чёрный слон · f6 чёрный слон · h6 чёрная пешка · d5 чёрная пешка · c4 белый слон · h4 белый ферзь · c3 белый конь · f3 белый конь · a2 белая пешка · b2 белая пешка · c2 белая пешка · f2 белая пешка · g2 белая пешка · h2 белая пешка · c1 белый король · d1 белая ладья · e1 белая ладья | a8 чёрная ладья · d8 чёрный ферзь · e8 чёрный король · h8 чёрная ладья · a7 чёрная пешка · b7 чёрная пешка · c7 чёрная пешка · f7 чёрная пешка · g7 чёрная пешка · c6 чёрный конь · e6 чёрный слон · f6 чёрный слон · h6 чёрная пешка · d5 чёрная пешка · c4 белый слон · h4 белый ферзь · c3 белый конь · f3 белый конь · a2 белая пешка · b2 белая пешка · c2 белая пешка · f2 белая пешка · g2 белая пешка · h2 белая пешка · c1 белый король · d1 белая ладья · e1 белая ладья | a8 чёрная ладья · d8 чёрный ферзь · e8 чёрный король · h8 чёрная ладья · a7 чёрная пешка · b7 чёрная пешка · c7 чёрная пешка · f7 чёрная пешка · g7 чёрная пешка · c6 чёрный конь · e6 чёрный слон · f6 чёрный слон · h6 чёрная пешка · d5 чёрная пешка · c4 белый слон · h4 белый ферзь · c3 белый конь · f3 белый конь · a2 белая пешка · b2 белая пешка · c2 белая пешка · f2 белая пешка · g2 белая пешка · h2 белая пешка · c1 белый король · d1 белая ладья · e1 белая ладья | a8 чёрная ладья · d8 чёрный ферзь · e8 чёрный король · h8 чёрная ладья · a7 чёрная пешка · b7 чёрная пешка · c7 чёрная пешка · f7 чёрная пешка · g7 чёрная пешка · c6 чёрный конь · e6 чёрный слон · f6 чёрный слон · h6 чёрная пешка · d5 чёрная пешка · c4 белый слон · h4 белый ферзь · c3 белый конь · f3 белый конь · a2 белая пешка · b2 белая пешка · c2 белая пешка · f2 белая пешка · g2 белая пешка · h2 белая пешка · c1 белый король · d1 белая ладья · e1 белая ладья | a8 чёрная ладья · d8 чёрный ферзь · e8 чёрный король · h8 чёрная ладья · a7 чёрная пешка · b7 чёрная пешка · c7 чёрная пешка · f7 чёрная пешка · g7 чёрная пешка · c6 чёрный конь · e6 чёрный слон · f6 чёрный слон · h6 чёрная пешка · d5 чёрная пешка · c4 белый слон · h4 белый ферзь · c3 белый конь · f3 белый конь · a2 белая пешка · b2 белая пешка · c2 белая пешка · f2 белая пешка · g2 белая пешка · h2 белая пешка · c1 белый король · d1 белая ладья · e1 белая ладья | a8 чёрная ладья · d8 чёрный ферзь · e8 чёрный король · h8 чёрная ладья · a7 чёрная пешка · b7 чёрная пешка · c7 чёрная пешка · f7 чёрная пешка · g7 чёрная пешка · c6 чёрный конь · e6 чёрный слон · f6 чёрный слон · h6 чёрная пешка · d5 чёрная пешка · c4 белый слон · h4 белый ферзь · c3 белый конь · f3 белый конь · a2 белая пешка · b2 белая пешка · c2 белая пешка · f2 белая пешка · g2 белая пешка · h2 белая пешка · c1 белый король · d1 белая ладья · e1 белая ладья | 6 |
| 5 | a8 чёрная ладья · d8 чёрный ферзь · e8 чёрный король · h8 чёрная ладья · a7 чёрная пешка · b7 чёрная пешка · c7 чёрная пешка · f7 чёрная пешка · g7 чёрная пешка · c6 чёрный конь · e6 чёрный слон · f6 чёрный слон · h6 чёрная пешка · d5 чёрная пешка · c4 белый слон · h4 белый ферзь · c3 белый конь · f3 белый конь · a2 белая пешка · b2 белая пешка · c2 белая пешка · f2 белая пешка · g2 белая пешка · h2 белая пешка · c1 белый король · d1 белая ладья · e1 белая ладья | a8 чёрная ладья · d8 чёрный ферзь · e8 чёрный король · h8 чёрная ладья · a7 чёрная пешка · b7 чёрная пешка · c7 чёрная пешка · f7 чёрная пешка · g7 чёрная пешка · c6 чёрный конь · e6 чёрный слон · f6 чёрный слон · h6 чёрная пешка · d5 чёрная пешка · c4 белый слон · h4 белый ферзь · c3 белый конь · f3 белый конь · a2 белая пешка · b2 белая пешка · c2 белая пешка · f2 белая пешка · g2 белая пешка · h2 белая пешка · c1 белый король · d1 белая ладья · e1 белая ладья | a8 чёрная ладья · d8 чёрный ферзь · e8 чёрный король · h8 чёрная ладья · a7 чёрная пешка · b7 чёрная пешка · c7 чёрная пешка · f7 чёрная пешка · g7 чёрная пешка · c6 чёрный конь · e6 чёрный слон · f6 чёрный слон · h6 чёрная пешка · d5 чёрная пешка · c4 белый слон · h4 белый ферзь · c3 белый конь · f3 белый конь · a2 белая пешка · b2 белая пешка · c2 белая пешка · f2 белая пешка · g2 белая пешка · h2 белая пешка · c1 белый король · d1 белая ладья · e1 белая ладья | a8 чёрная ладья · d8 чёрный ферзь · e8 чёрный король · h8 чёрная ладья · a7 чёрная пешка · b7 чёрная пешка · c7 чёрная пешка · f7 чёрная пешка · g7 чёрная пешка · c6 чёрный конь · e6 чёрный слон · f6 чёрный слон · h6 чёрная пешка · d5 чёрная пешка · c4 белый слон · h4 белый ферзь · c3 белый конь · f3 белый конь · a2 белая пешка · b2 белая пешка · c2 белая пешка · f2 белая пешка · g2 белая пешка · h2 белая пешка · c1 белый король · d1 белая ладья · e1 белая ладья | a8 чёрная ладья · d8 чёрный ферзь · e8 чёрный король · h8 чёрная ладья · a7 чёрная пешка · b7 чёрная пешка · c7 чёрная пешка · f7 чёрная пешка · g7 чёрная пешка · c6 чёрный конь · e6 чёрный слон · f6 чёрный слон · h6 чёрная пешка · d5 чёрная пешка · c4 белый слон · h4 белый ферзь · c3 белый конь · f3 белый конь · a2 белая пешка · b2 белая пешка · c2 белая пешка · f2 белая пешка · g2 белая пешка · h2 белая пешка · c1 белый король · d1 белая ладья · e1 белая ладья | a8 чёрная ладья · d8 чёрный ферзь · e8 чёрный король · h8 чёрная ладья · a7 чёрная пешка · b7 чёрная пешка · c7 чёрная пешка · f7 чёрная пешка · g7 чёрная пешка · c6 чёрный конь · e6 чёрный слон · f6 чёрный слон · h6 чёрная пешка · d5 чёрная пешка · c4 белый слон · h4 белый ферзь · c3 белый конь · f3 белый конь · a2 белая пешка · b2 белая пешка · c2 белая пешка · f2 белая пешка · g2 белая пешка · h2 белая пешка · c1 белый король · d1 белая ладья · e1 белая ладья | a8 чёрная ладья · d8 чёрный ферзь · e8 чёрный король · h8 чёрная ладья · a7 чёрная пешка · b7 чёрная пешка · c7 чёрная пешка · f7 чёрная пешка · g7 чёрная пешка · c6 чёрный конь · e6 чёрный слон · f6 чёрный слон · h6 чёрная пешка · d5 чёрная пешка · c4 белый слон · h4 белый ферзь · c3 белый конь · f3 белый конь · a2 белая пешка · b2 белая пешка · c2 белая пешка · f2 белая пешка · g2 белая пешка · h2 белая пешка · c1 белый король · d1 белая ладья · e1 белая ладья | a8 чёрная ладья · d8 чёрный ферзь · e8 чёрный король · h8 чёрная ладья · a7 чёрная пешка · b7 чёрная пешка · c7 чёрная пешка · f7 чёрная пешка · g7 чёрная пешка · c6 чёрный конь · e6 чёрный слон · f6 чёрный слон · h6 чёрная пешка · d5 чёрная пешка · c4 белый слон · h4 белый ферзь · c3 белый конь · f3 белый конь · a2 белая пешка · b2 белая пешка · c2 белая пешка · f2 белая пешка · g2 белая пешка · h2 белая пешка · c1 белый король · d1 белая ладья · e1 белая ладья | 5 |
| 4 | a8 чёрная ладья · d8 чёрный ферзь · e8 чёрный король · h8 чёрная ладья · a7 чёрная пешка · b7 чёрная пешка · c7 чёрная пешка · f7 чёрная пешка · g7 чёрная пешка · c6 чёрный конь · e6 чёрный слон · f6 чёрный слон · h6 чёрная пешка · d5 чёрная пешка · c4 белый слон · h4 белый ферзь · c3 белый конь · f3 белый конь · a2 белая пешка · b2 белая пешка · c2 белая пешка · f2 белая пешка · g2 белая пешка · h2 белая пешка · c1 белый король · d1 белая ладья · e1 белая ладья | a8 чёрная ладья · d8 чёрный ферзь · e8 чёрный король · h8 чёрная ладья · a7 чёрная пешка · b7 чёрная пешка · c7 чёрная пешка · f7 чёрная пешка · g7 чёрная пешка · c6 чёрный конь · e6 чёрный слон · f6 чёрный слон · h6 чёрная пешка · d5 чёрная пешка · c4 белый слон · h4 белый ферзь · c3 белый конь · f3 белый конь · a2 белая пешка · b2 белая пешка · c2 белая пешка · f2 белая пешка · g2 белая пешка · h2 белая пешка · c1 белый король · d1 белая ладья · e1 белая ладья | a8 чёрная ладья · d8 чёрный ферзь · e8 чёрный король · h8 чёрная ладья · a7 чёрная пешка · b7 чёрная пешка · c7 чёрная пешка · f7 чёрная пешка · g7 чёрная пешка · c6 чёрный конь · e6 чёрный слон · f6 чёрный слон · h6 чёрная пешка · d5 чёрная пешка · c4 белый слон · h4 белый ферзь · c3 белый конь · f3 белый конь · a2 белая пешка · b2 белая пешка · c2 белая пешка · f2 белая пешка · g2 белая пешка · h2 белая пешка · c1 белый король · d1 белая ладья · e1 белая ладья | a8 чёрная ладья · d8 чёрный ферзь · e8 чёрный король · h8 чёрная ладья · a7 чёрная пешка · b7 чёрная пешка · c7 чёрная пешка · f7 чёрная пешка · g7 чёрная пешка · c6 чёрный конь · e6 чёрный слон · f6 чёрный слон · h6 чёрная пешка · d5 чёрная пешка · c4 белый слон · h4 белый ферзь · c3 белый конь · f3 белый конь · a2 белая пешка · b2 белая пешка · c2 белая пешка · f2 белая пешка · g2 белая пешка · h2 белая пешка · c1 белый король · d1 белая ладья · e1 белая ладья | a8 чёрная ладья · d8 чёрный ферзь · e8 чёрный король · h8 чёрная ладья · a7 чёрная пешка · b7 чёрная пешка · c7 чёрная пешка · f7 чёрная пешка · g7 чёрная пешка · c6 чёрный конь · e6 чёрный слон · f6 чёрный слон · h6 чёрная пешка · d5 чёрная пешка · c4 белый слон · h4 белый ферзь · c3 белый конь · f3 белый конь · a2 белая пешка · b2 белая пешка · c2 белая пешка · f2 белая пешка · g2 белая пешка · h2 белая пешка · c1 белый король · d1 белая ладья · e1 белая ладья | a8 чёрная ладья · d8 чёрный ферзь · e8 чёрный король · h8 чёрная ладья · a7 чёрная пешка · b7 чёрная пешка · c7 чёрная пешка · f7 чёрная пешка · g7 чёрная пешка · c6 чёрный конь · e6 чёрный слон · f6 чёрный слон · h6 чёрная пешка · d5 чёрная пешка · c4 белый слон · h4 белый ферзь · c3 белый конь · f3 белый конь · a2 белая пешка · b2 белая пешка · c2 белая пешка · f2 белая пешка · g2 белая пешка · h2 белая пешка · c1 белый король · d1 белая ладья · e1 белая ладья | a8 чёрная ладья · d8 чёрный ферзь · e8 чёрный король · h8 чёрная ладья · a7 чёрная пешка · b7 чёрная пешка · c7 чёрная пешка · f7 чёрная пешка · g7 чёрная пешка · c6 чёрный конь · e6 чёрный слон · f6 чёрный слон · h6 чёрная пешка · d5 чёрная пешка · c4 белый слон · h4 белый ферзь · c3 белый конь · f3 белый конь · a2 белая пешка · b2 белая пешка · c2 белая пешка · f2 белая пешка · g2 белая пешка · h2 белая пешка · c1 белый король · d1 белая ладья · e1 белая ладья | a8 чёрная ладья · d8 чёрный ферзь · e8 чёрный король · h8 чёрная ладья · a7 чёрная пешка · b7 чёрная пешка · c7 чёрная пешка · f7 чёрная пешка · g7 чёрная пешка · c6 чёрный конь · e6 чёрный слон · f6 чёрный слон · h6 чёрная пешка · d5 чёрная пешка · c4 белый слон · h4 белый ферзь · c3 белый конь · f3 белый конь · a2 белая пешка · b2 белая пешка · c2 белая пешка · f2 белая пешка · g2 белая пешка · h2 белая пешка · c1 белый король · d1 белая ладья · e1 белая ладья | 4 |
| 3 | a8 чёрная ладья · d8 чёрный ферзь · e8 чёрный король · h8 чёрная ладья · a7 чёрная пешка · b7 чёрная пешка · c7 чёрная пешка · f7 чёрная пешка · g7 чёрная пешка · c6 чёрный конь · e6 чёрный слон · f6 чёрный слон · h6 чёрная пешка · d5 чёрная пешка · c4 белый слон · h4 белый ферзь · c3 белый конь · f3 белый конь · a2 белая пешка · b2 белая пешка · c2 белая пешка · f2 белая пешка · g2 белая пешка · h2 белая пешка · c1 белый король · d1 белая ладья · e1 белая ладья | a8 чёрная ладья · d8 чёрный ферзь · e8 чёрный король · h8 чёрная ладья · a7 чёрная пешка · b7 чёрная пешка · c7 чёрная пешка · f7 чёрная пешка · g7 чёрная пешка · c6 чёрный конь · e6 чёрный слон · f6 чёрный слон · h6 чёрная пешка · d5 чёрная пешка · c4 белый слон · h4 белый ферзь · c3 белый конь · f3 белый конь · a2 белая пешка · b2 белая пешка · c2 белая пешка · f2 белая пешка · g2 белая пешка · h2 белая пешка · c1 белый король · d1 белая ладья · e1 белая ладья | a8 чёрная ладья · d8 чёрный ферзь · e8 чёрный король · h8 чёрная ладья · a7 чёрная пешка · b7 чёрная пешка · c7 чёрная пешка · f7 чёрная пешка · g7 чёрная пешка · c6 чёрный конь · e6 чёрный слон · f6 чёрный слон · h6 чёрная пешка · d5 чёрная пешка · c4 белый слон · h4 белый ферзь · c3 белый конь · f3 белый конь · a2 белая пешка · b2 белая пешка · c2 белая пешка · f2 белая пешка · g2 белая пешка · h2 белая пешка · c1 белый король · d1 белая ладья · e1 белая ладья | a8 чёрная ладья · d8 чёрный ферзь · e8 чёрный король · h8 чёрная ладья · a7 чёрная пешка · b7 чёрная пешка · c7 чёрная пешка · f7 чёрная пешка · g7 чёрная пешка · c6 чёрный конь · e6 чёрный слон · f6 чёрный слон · h6 чёрная пешка · d5 чёрная пешка · c4 белый слон · h4 белый ферзь · c3 белый конь · f3 белый конь · a2 белая пешка · b2 белая пешка · c2 белая пешка · f2 белая пешка · g2 белая пешка · h2 белая пешка · c1 белый король · d1 белая ладья · e1 белая ладья | a8 чёрная ладья · d8 чёрный ферзь · e8 чёрный король · h8 чёрная ладья · a7 чёрная пешка · b7 чёрная пешка · c7 чёрная пешка · f7 чёрная пешка · g7 чёрная пешка · c6 чёрный конь · e6 чёрный слон · f6 чёрный слон · h6 чёрная пешка · d5 чёрная пешка · c4 белый слон · h4 белый ферзь · c3 белый конь · f3 белый конь · a2 белая пешка · b2 белая пешка · c2 белая пешка · f2 белая пешка · g2 белая пешка · h2 белая пешка · c1 белый король · d1 белая ладья · e1 белая ладья | a8 чёрная ладья · d8 чёрный ферзь · e8 чёрный король · h8 чёрная ладья · a7 чёрная пешка · b7 чёрная пешка · c7 чёрная пешка · f7 чёрная пешка · g7 чёрная пешка · c6 чёрный конь · e6 чёрный слон · f6 чёрный слон · h6 чёрная пешка · d5 чёрная пешка · c4 белый слон · h4 белый ферзь · c3 белый конь · f3 белый конь · a2 белая пешка · b2 белая пешка · c2 белая пешка · f2 белая пешка · g2 белая пешка · h2 белая пешка · c1 белый король · d1 белая ладья · e1 белая ладья | a8 чёрная ладья · d8 чёрный ферзь · e8 чёрный король · h8 чёрная ладья · a7 чёрная пешка · b7 чёрная пешка · c7 чёрная пешка · f7 чёрная пешка · g7 чёрная пешка · c6 чёрный конь · e6 чёрный слон · f6 чёрный слон · h6 чёрная пешка · d5 чёрная пешка · c4 белый слон · h4 белый ферзь · c3 белый конь · f3 белый конь · a2 белая пешка · b2 белая пешка · c2 белая пешка · f2 белая пешка · g2 белая пешка · h2 белая пешка · c1 белый король · d1 белая ладья · e1 белая ладья | a8 чёрная ладья · d8 чёрный ферзь · e8 чёрный король · h8 чёрная ладья · a7 чёрная пешка · b7 чёрная пешка · c7 чёрная пешка · f7 чёрная пешка · g7 чёрная пешка · c6 чёрный конь · e6 чёрный слон · f6 чёрный слон · h6 чёрная пешка · d5 чёрная пешка · c4 белый слон · h4 белый ферзь · c3 белый конь · f3 белый конь · a2 белая пешка · b2 белая пешка · c2 белая пешка · f2 белая пешка · g2 белая пешка · h2 белая пешка · c1 белый король · d1 белая ладья · e1 белая ладья | 3 |
| 2 | a8 чёрная ладья · d8 чёрный ферзь · e8 чёрный король · h8 чёрная ладья · a7 чёрная пешка · b7 чёрная пешка · c7 чёрная пешка · f7 чёрная пешка · g7 чёрная пешка · c6 чёрный конь · e6 чёрный слон · f6 чёрный слон · h6 чёрная пешка · d5 чёрная пешка · c4 белый слон · h4 белый ферзь · c3 белый конь · f3 белый конь · a2 белая пешка · b2 белая пешка · c2 белая пешка · f2 белая пешка · g2 белая пешка · h2 белая пешка · c1 белый король · d1 белая ладья · e1 белая ладья | a8 чёрная ладья · d8 чёрный ферзь · e8 чёрный король · h8 чёрная ладья · a7 чёрная пешка · b7 чёрная пешка · c7 чёрная пешка · f7 чёрная пешка · g7 чёрная пешка · c6 чёрный конь · e6 чёрный слон · f6 чёрный слон · h6 чёрная пешка · d5 чёрная пешка · c4 белый слон · h4 белый ферзь · c3 белый конь · f3 белый конь · a2 белая пешка · b2 белая пешка · c2 белая пешка · f2 белая пешка · g2 белая пешка · h2 белая пешка · c1 белый король · d1 белая ладья · e1 белая ладья | a8 чёрная ладья · d8 чёрный ферзь · e8 чёрный король · h8 чёрная ладья · a7 чёрная пешка · b7 чёрная пешка · c7 чёрная пешка · f7 чёрная пешка · g7 чёрная пешка · c6 чёрный конь · e6 чёрный слон · f6 чёрный слон · h6 чёрная пешка · d5 чёрная пешка · c4 белый слон · h4 белый ферзь · c3 белый конь · f3 белый конь · a2 белая пешка · b2 белая пешка · c2 белая пешка · f2 белая пешка · g2 белая пешка · h2 белая пешка · c1 белый король · d1 белая ладья · e1 белая ладья | a8 чёрная ладья · d8 чёрный ферзь · e8 чёрный король · h8 чёрная ладья · a7 чёрная пешка · b7 чёрная пешка · c7 чёрная пешка · f7 чёрная пешка · g7 чёрная пешка · c6 чёрный конь · e6 чёрный слон · f6 чёрный слон · h6 чёрная пешка · d5 чёрная пешка · c4 белый слон · h4 белый ферзь · c3 белый конь · f3 белый конь · a2 белая пешка · b2 белая пешка · c2 белая пешка · f2 белая пешка · g2 белая пешка · h2 белая пешка · c1 белый король · d1 белая ладья · e1 белая ладья | a8 чёрная ладья · d8 чёрный ферзь · e8 чёрный король · h8 чёрная ладья · a7 чёрная пешка · b7 чёрная пешка · c7 чёрная пешка · f7 чёрная пешка · g7 чёрная пешка · c6 чёрный конь · e6 чёрный слон · f6 чёрный слон · h6 чёрная пешка · d5 чёрная пешка · c4 белый слон · h4 белый ферзь · c3 белый конь · f3 белый конь · a2 белая пешка · b2 белая пешка · c2 белая пешка · f2 белая пешка · g2 белая пешка · h2 белая пешка · c1 белый король · d1 белая ладья · e1 белая ладья | a8 чёрная ладья · d8 чёрный ферзь · e8 чёрный король · h8 чёрная ладья · a7 чёрная пешка · b7 чёрная пешка · c7 чёрная пешка · f7 чёрная пешка · g7 чёрная пешка · c6 чёрный конь · e6 чёрный слон · f6 чёрный слон · h6 чёрная пешка · d5 чёрная пешка · c4 белый слон · h4 белый ферзь · c3 белый конь · f3 белый конь · a2 белая пешка · b2 белая пешка · c2 белая пешка · f2 белая пешка · g2 белая пешка · h2 белая пешка · c1 белый король · d1 белая ладья · e1 белая ладья | a8 чёрная ладья · d8 чёрный ферзь · e8 чёрный король · h8 чёрная ладья · a7 чёрная пешка · b7 чёрная пешка · c7 чёрная пешка · f7 чёрная пешка · g7 чёрная пешка · c6 чёрный конь · e6 чёрный слон · f6 чёрный слон · h6 чёрная пешка · d5 чёрная пешка · c4 белый слон · h4 белый ферзь · c3 белый конь · f3 белый конь · a2 белая пешка · b2 белая пешка · c2 белая пешка · f2 белая пешка · g2 белая пешка · h2 белая пешка · c1 белый король · d1 белая ладья · e1 белая ладья | a8 чёрная ладья · d8 чёрный ферзь · e8 чёрный король · h8 чёрная ладья · a7 чёрная пешка · b7 чёрная пешка · c7 чёрная пешка · f7 чёрная пешка · g7 чёрная пешка · c6 чёрный конь · e6 чёрный слон · f6 чёрный слон · h6 чёрная пешка · d5 чёрная пешка · c4 белый слон · h4 белый ферзь · c3 белый конь · f3 белый конь · a2 белая пешка · b2 белая пешка · c2 белая пешка · f2 белая пешка · g2 белая пешка · h2 белая пешка · c1 белый король · d1 белая ладья · e1 белая ладья | 2 |
| 1 | a8 чёрная ладья · d8 чёрный ферзь · e8 чёрный король · h8 чёрная ладья · a7 чёрная пешка · b7 чёрная пешка · c7 чёрная пешка · f7 чёрная пешка · g7 чёрная пешка · c6 чёрный конь · e6 чёрный слон · f6 чёрный слон · h6 чёрная пешка · d5 чёрная пешка · c4 белый слон · h4 белый ферзь · c3 белый конь · f3 белый конь · a2 белая пешка · b2 белая пешка · c2 белая пешка · f2 белая пешка · g2 белая пешка · h2 белая пешка · c1 белый король · d1 белая ладья · e1 белая ладья | a8 чёрная ладья · d8 чёрный ферзь · e8 чёрный король · h8 чёрная ладья · a7 чёрная пешка · b7 чёрная пешка · c7 чёрная пешка · f7 чёрная пешка · g7 чёрная пешка · c6 чёрный конь · e6 чёрный слон · f6 чёрный слон · h6 чёрная пешка · d5 чёрная пешка · c4 белый слон · h4 белый ферзь · c3 белый конь · f3 белый конь · a2 белая пешка · b2 белая пешка · c2 белая пешка · f2 белая пешка · g2 белая пешка · h2 белая пешка · c1 белый король · d1 белая ладья · e1 белая ладья | a8 чёрная ладья · d8 чёрный ферзь · e8 чёрный король · h8 чёрная ладья · a7 чёрная пешка · b7 чёрная пешка · c7 чёрная пешка · f7 чёрная пешка · g7 чёрная пешка · c6 чёрный конь · e6 чёрный слон · f6 чёрный слон · h6 чёрная пешка · d5 чёрная пешка · c4 белый слон · h4 белый ферзь · c3 белый конь · f3 белый конь · a2 белая пешка · b2 белая пешка · c2 белая пешка · f2 белая пешка · g2 белая пешка · h2 белая пешка · c1 белый король · d1 белая ладья · e1 белая ладья | a8 чёрная ладья · d8 чёрный ферзь · e8 чёрный король · h8 чёрная ладья · a7 чёрная пешка · b7 чёрная пешка · c7 чёрная пешка · f7 чёрная пешка · g7 чёрная пешка · c6 чёрный конь · e6 чёрный слон · f6 чёрный слон · h6 чёрная пешка · d5 чёрная пешка · c4 белый слон · h4 белый ферзь · c3 белый конь · f3 белый конь · a2 белая пешка · b2 белая пешка · c2 белая пешка · f2 белая пешка · g2 белая пешка · h2 белая пешка · c1 белый король · d1 белая ладья · e1 белая ладья | a8 чёрная ладья · d8 чёрный ферзь · e8 чёрный король · h8 чёрная ладья · a7 чёрная пешка · b7 чёрная пешка · c7 чёрная пешка · f7 чёрная пешка · g7 чёрная пешка · c6 чёрный конь · e6 чёрный слон · f6 чёрный слон · h6 чёрная пешка · d5 чёрная пешка · c4 белый слон · h4 белый ферзь · c3 белый конь · f3 белый конь · a2 белая пешка · b2 белая пешка · c2 белая пешка · f2 белая пешка · g2 белая пешка · h2 белая пешка · c1 белый король · d1 белая ладья · e1 белая ладья | a8 чёрная ладья · d8 чёрный ферзь · e8 чёрный король · h8 чёрная ладья · a7 чёрная пешка · b7 чёрная пешка · c7 чёрная пешка · f7 чёрная пешка · g7 чёрная пешка · c6 чёрный конь · e6 чёрный слон · f6 чёрный слон · h6 чёрная пешка · d5 чёрная пешка · c4 белый слон · h4 белый ферзь · c3 белый конь · f3 белый конь · a2 белая пешка · b2 белая пешка · c2 белая пешка · f2 белая пешка · g2 белая пешка · h2 белая пешка · c1 белый король · d1 белая ладья · e1 белая ладья | a8 чёрная ладья · d8 чёрный ферзь · e8 чёрный король · h8 чёрная ладья · a7 чёрная пешка · b7 чёрная пешка · c7 чёрная пешка · f7 чёрная пешка · g7 чёрная пешка · c6 чёрный конь · e6 чёрный слон · f6 чёрный слон · h6 чёрная пешка · d5 чёрная пешка · c4 белый слон · h4 белый ферзь · c3 белый конь · f3 белый конь · a2 белая пешка · b2 белая пешка · c2 белая пешка · f2 белая пешка · g2 белая пешка · h2 белая пешка · c1 белый король · d1 белая ладья · e1 белая ладья | a8 чёрная ладья · d8 чёрный ферзь · e8 чёрный король · h8 чёрная ладья · a7 чёрная пешка · b7 чёрная пешка · c7 чёрная пешка · f7 чёрная пешка · g7 чёрная пешка · c6 чёрный конь · e6 чёрный слон · f6 чёрный слон · h6 чёрная пешка · d5 чёрная пешка · c4 белый слон · h4 белый ферзь · c3 белый конь · f3 белый конь · a2 белая пешка · b2 белая пешка · c2 белая пешка · f2 белая пешка · g2 белая пешка · h2 белая пешка · c1 белый король · d1 белая ладья · e1 белая ладья | 1 |
|   | a | b | c | d | e | f | g | h |   |

Длуголенский и Зак в качестве лучшей партии Терещенко приводят ту, благодаря которой он получил «Чигоринский приз» за красоту игры.
Защита Каро — Канн
Терещенко — Н. Потёмкин, турнир Петербургского шахматного собрания, 1908 г.
Примечания В. Г. Зака.
1. e4 c6 2. d4 d5 3. Кc3 de 4. К:e4 Cf5 5. Кg3 Cg6 6. h4 h6 7. Кf3 Кf6 8. Cd3 C:d3 9. Ф:d3 e6 10. 0—0.
Чаще белые в этом варианте подготавливают длинную рокировку.
10… Фc7 11. Лe1 Кbd7 12. c4 Ce7 13. Cd2 Кg4?
Серьёзная ошибка, которую белые превосходно используют для получения неотразимой атаки. Надо было рокировать в любую сторону, не обращая внимания на выпад Кf5, так как после отхода слона белый конь тоже должен отойти. (См. диаграмму).
14. Л:e6! fe 15. Фg6+ Крf8 16. Кh5! Cf6 17. Ф:g4 Л:e8.
На 17… Крf7 белые играют 18. Лe1 Лhe8 19. Cf4 Фa5 20. Ce5!, добираясь к пункту g7.
18. Кf4 Крf7 19. Фh5+ Крe7 20. К:e6 Фb6 21. Лe1 Лeg8 22. Кf8+! Ce5.
Иначе мат.
23. К:e5 Л:f8 24. Кf7+ Крf6 25. Cg5+.
Черные сдались.
Зак указывает ещё 25… hg 26. Ф:g5+ Кр: f7 27. Лe7+ Крg8 28. Ф:g7#.
Однако визитной карточкой Терещенко стала партия, которую он выиграл во всероссийском турнире любителей у Г. А. Ротлеви. Эта партия позже вошла в дебютные справочники.
Дебют слона
Терещенко — Ротлеви, всероссийский турнир памяти М. И. Чигорина, Петербург, 1909 г.
Примечания Я. И. Нейштадта.
1. e4 e5 2. Cc4 Кf6 3. d4 ed 4. Кf3 К:e4 5. Ф:d4 Кf6 6. Кc3 Кc6 7. Фh4 Ce7 8. Cg5 d5..
Возможно также 8… d6.
9. 0—0—0 Ce6 10. Лhe1 h6?
Правильно 10… 0—0 и лишь на 11. Cd3 — 11… h6. Жертва 12. C:h6 ведет лишь к ничьей: 12… Кe4! 13. Фf4 Cd6 14. Фe3 Cc5 15. Фf4 Cd6 с «вечным» нападением на ферзя. Этот вариант указал Эм. Ласкер.
П. П. Керес предложил: прежде чем жертвовать слона, отдать на e6 качество — 12. Л:e6 fe (12… hg? 13. К:g5 fe 14. Ch7+ Крh8 15. Cf5+ и 16. Ce6+с выигрышем) 13. C:h6 gh. После 14. Фg3+ Крh8 15. Фg6 ничья вечным шахом белым обеспечена, но на большее они вряд ли могут рассчитывать. Например, 15… Фd6 16. Ф:h6+ Крg8 17. Фg6+ (если 17. Кg5?, то 17… Фf4+ 18. Крb1 Лf7 19. g3 Фg4, а на 19. К:f7 — 19… Ф:h6 20. К:h6+ Крg7 с лишней фигурой у черных) 17… Крh8 18. Кg5!? Ф:h2 с крайне острой игрой, в которой черные держат оборону, располагая большим материальным перевесом.
11. C:f6 C:f6 (См. диаграмму) 12. Фh5!
Тонкий ход. Угрозы взятия на e6 и d5 не оставляют чёрным выбора.
12… C:c3 13. Л:e6+ Крf8 14. Л:d5 Фc8 15. Л:c6! g6.
На 15… bc последует 16. Лd8+.
16. Л:g6 fg 17. Ф:g6 Фe8 18. Лf5+ Крe7 19. Фe6+ Крd8 20. Лd5+.
Черные сдались.

## Спортивные результаты
| Год       | Город     | Соревнование                                         | + | − | = | Результат | Место |
| --------- | --------- | ---------------------------------------------------- | - | - | - | --------- | ----- |
| 1897—1899 |           | 6-й турнир по переписке «Шахматного журнала»         |   |   |   |           | [ 7 ] |
| 1908      | Петербург | Турнир петербургского шахматного собрания            |   |   |   |           |       |
| 1909      | Петербург | Всероссийский турнир любителей памяти М. И. Чигорина | 5 | 6 | 5 | 7½ из 16  | 9     |
| 1911      | Кёльн     | Международный турнир                                 |   |   |   |           |       |